# Best of Content Marketing
Der Best of Content Marketing (BCM) ist ein Wettbewerb für inhaltsgetriebene Unternehmenskommunikation in Europa. Ausrichter ist der Fachverband Content Marketing Forum (CMF).

## Geschichte
Bis zum Jahre 2002 veranstalteten die Fachmagazine Acquisa (Haufe Gruppe), Horizont (Deutscher Fachverlag), W&V (Süddeutscher Verlag) und die Schweizer Werbewoche ihre jeweils eigenen Awards für Unternehmensmedien, seinerzeit noch vorwiegend Kunden-, Mitglieder- und Mitarbeitermagazine. Mit dem Wachstum der Corporate-Publishing-Branche und der Gründung des Fachverbands Forum Corporate Publishing FCP im Mai 1999 in München beschlossen diese drei Verlage, ihre einzelnen Awards zu einem großen Wettbewerb zusammenzulegen und das FCP als Veranstalter zu beauftragen.

## BCM heute
Heute ist das Content Marketing Forum CMF (ehemals Forum Corporate Publishing FCP) Ausrichter des Best of Content Marketing Awards. Der BCM wird jährlich vergeben. Ausgezeichnet werden Medien von Unternehmen oder Institutionen über alle Kanäle und Zielgruppen hinweg. Die Jury setzt sich aus 130 Experten zusammen, die aus den Bereichen Journalismus und Art Direction, aber auch aus den Merketingabteilungen auftraggebender Unternehmen kommen.